# فیزیک و فلسفه
فیزیک و فلسفه کتابی از جیمز جینز با ترجمهٔ علی‌قلی بیانی است که در سال ۱۳۴۴ منتشر و برندهٔ جایزه کتاب سال سلطنتی شد.